# Livet går vidare
Livet går vidare är en svensk dramafilm från 1941 i regi av Anders Henrikson. I huvudrollerna ses Edvin Adolphson och Aino Taube.

## Handling
Mikael har tjänstgjort i franska armén i Afrika i 17 år, men han drabbas av malaria och återvänder hem. Här träffar han sin son som han inte sett på hela tiden. Han träffar också en ung kvinna som han inleder ett förhållande med. Det pågående andra världskriget påverkar livet i Sverige, men också misstänksamheten mot dem som lyckats utomlands. När Mikael får veta att hans malaria inte går att bota beslutar han sig för att lämna sin käresta och återvända till Afrika, men det går inte som han tänkt sig...

## Om filmen
Filmen är en filmatisering av Dagmar Edqvists roman Kamrathustru och hade premiär på biograf Grand i Stockholm den 28 februari 1941. Den spelades in vid AB Sandrew-Ateljéerna med exteriörer från Stockholm och Munsö. Filmen har visats vid flera tillfällen i SVT, bland annat 1999, i mars 2019, i juli 2021 och i augusti 2023. 

## Rollista i urval
- Edvin Adolphson – Mikael Bourg, civilingenjör, major i franska armén
- Aino Taube – Ebba Garland, biblioteksamanuens
- Sigurd Wallén – doktor Bolivar Garland, Ebbas farfar
- Hasse Ekman – Ludvig, kallad Ludde, Mikaels son
- Anders Henrikson – Andersson, Bourgs kalfaktor
- Olav Riégo – direktör Sandegren
- Åke Claesson – bibliotekarie
- Stig Järrel – Kristensson, Ludvigs vän
- Sten Lindgren – doktor Wadlund
- Ragnar Falck – Bengtsson, patient i sjuksalen
- Anna-Lisa Fröberg – bankfröken
- Kaj Hjelm – pojke på biblioteket
- Carl Deurell – Boman, bokmal på biblioteket
- Margit Andelius – dam på biblioteket
- Aurore Palmgren – doktor Garlands mottagningssköterska
- Agda Helin – patient hos doktor Garland
- Emmy Albiin – fru Johansson, patient hos doktor Garland

## Musik i filmen
- "Liten serenad", kompositör Lars-Erik Larsson, instrumental